# Villa Poma
Villa Poma (Vìla Poma in dialetto basso mantovano), già Mulo prima dell'annessione italiana, è un municipio di 2 023  abitanti del comune di Borgo Mantovano, in provincia di Mantova.
Ha costituito un comune autonomo fino al 2017, quando è confluito nel nuovo comune di Borgo Mantovano a seguito della fusione con Pieve di Coriano e Revere.

## Origini del nome
Originariamente il centro era denominato Mulo, dal latino mullus, "bagnato". Nel 1868 assunse la denominazione attuale a ricordo del medico e patriota Carlo Poma, martire di Belfiore, che spesso vi aveva soggiornato nella villa materna.

## Geografia fisica
Villa Poma si trova nella Pianura Padana; la sua altitudine è di 13 metri s.l.m.
Il municipio di Villa Poma comprende la frazione di Ghisione dove sorge l'oratorio di Sant'Andrea del Ghisione, costruito attorno al 1100.

## Storia
Nell'antichità il territorio del basso mantovano era una zona paludosa e spesso inondata dal fiume Po, privo di argini. Questo portava alla formazione di "isole", su cui si sono ritrovate le prime forme di insediamento.
Il primo stanziamento in località Mulo (zona dell'attuale Ghisione) risale a qualche secolo prima della nascita da Cristo. Questo insediamento sorgeva su un'importante via di comunicazione per il commercio, la via Modena-Verona che, a poca distanza, prevedeva l'attraversamento del fiume Po in località Revere, centro abitato limitrofo.
Successivamente, come riportato da documenti del Duecento, sorsero nuovi insediamenti di case a sud dell'attuale Ghisione.
Il territorio di Mulo fece parte del comune di Revere e solo sotto la dominazione austriaca, nel 1816, divenne comune autonomo.

### La famiglia Poma
Nell'Ottocento buona parte delle terre di Mulo vennero ereditate dalla famiglia Poma, che vi costruì una villa frequentata dagli stessi per i soggiorni. Celebre membro di questa famiglia fu il medico Carlo Poma, martire di Belfiore, ucciso a Mantova nel 1852 da parte degli austriaci che in quell'epoca dominavano il territorio mantovano. Il giovane medico venne accusato di far parte di un gruppo di persone che cospiravano contro la dominazione austriaca..
Nel 1868 il Comune decise di cambiare il nome di Mulo in Villa Poma in onore di Carlo Poma.

Territorio dell'ex comune di Villa Poma nella provincia di Mantova

### La fusione dei comuni di Pieve di Coriano, Revere e Villa Poma
Il 22 ottobre 2017, in concomitanza con il referendum regionale sull'autonomia, si svolse un referendum per l'unione tra i tre comuni mantovani di Revere, Pieve di Coriano e Villa Poma; si espresse favorevolmente il 56,58% dei votanti. In occasione del referendum gli elettori poterono scegliere anche la denominazione del nuovo comune, scegliendo fra le tre proposte di Borgo Mantovano, Borgoltrepò oppure Riva Mantovana.
L'unificazione pose fine alla divisione da Revere decretata dai governanti austriaci dell'allora Regno Lombardo-Veneto il 12 febbraio 1816. Il nuovo comune di Borgo Mantovano è operativo dal 1º gennaio 2018.

### Simboli

Il vecchio stemma comunale di Villa Poma

Lo stemma di Villa Poma si blasonava:

## Monumenti e luoghi d'interesse

### Architetture religiose
- Chiesa di San Michele Arcangelo: di origine medievale, ma rifatta nel Novecento[9].

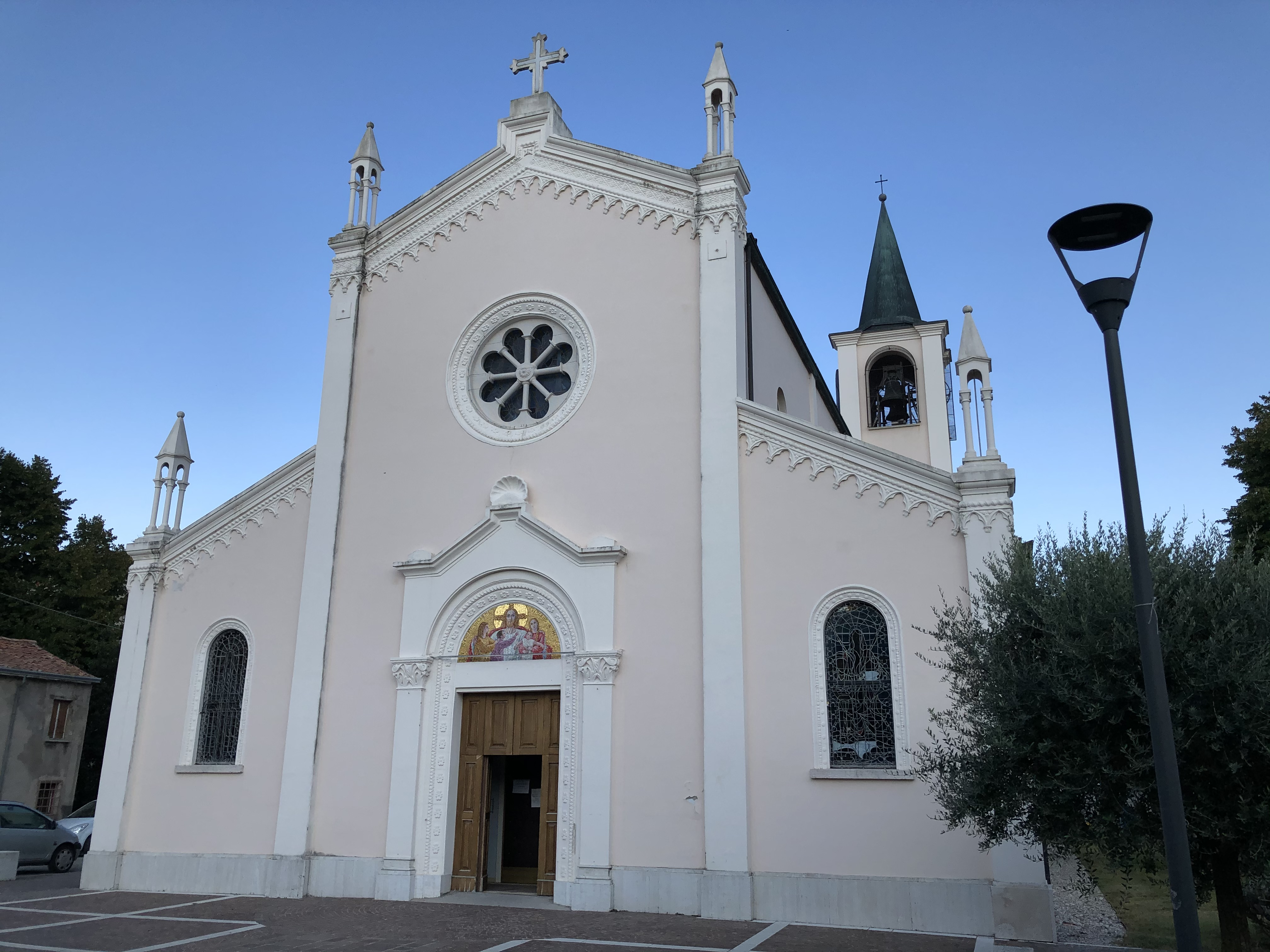
Chiesa di San Michele

- Oratorio di Sant'Andrea del Ghisione: costruito attorno al 1100[9][8]

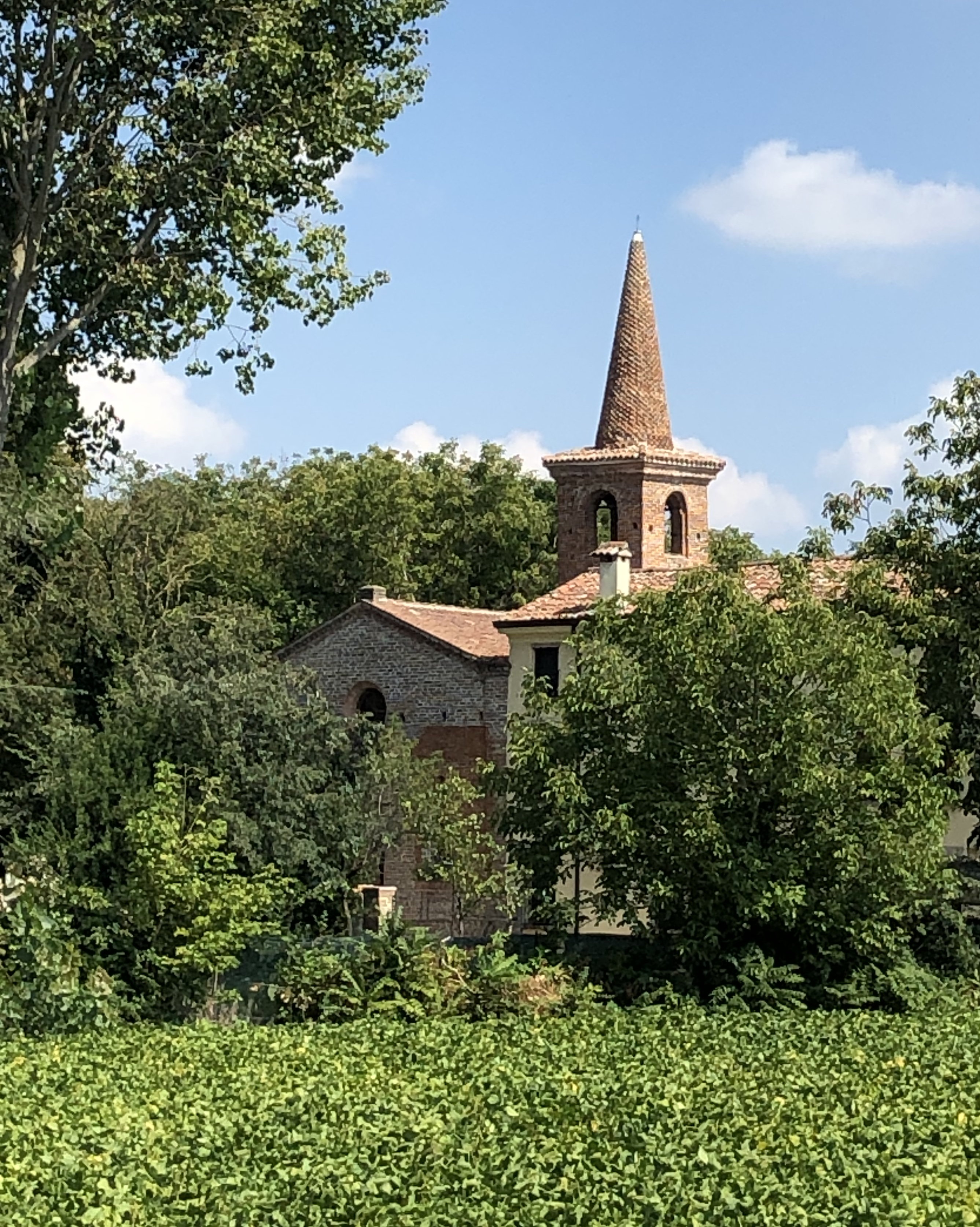
Oratorio di Sant'Andrea del Ghisione

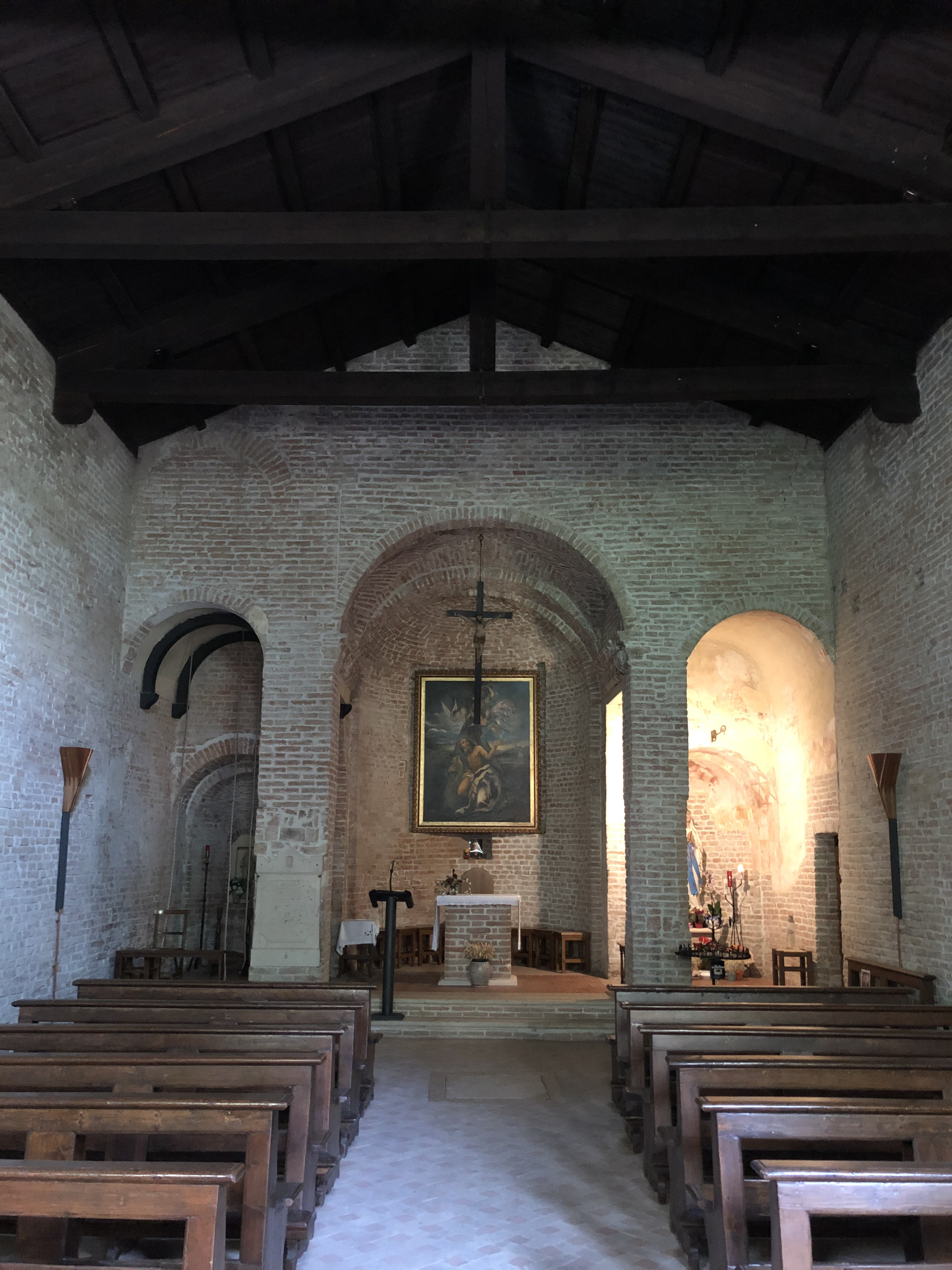
Oratorio di Sant'Andrea del Ghisione, interno

### Architetture civili
- Casa della famiglia di Carlo Poma[15]
- Ex municipio di Villa Poma, oggi sede della Polizia Locale[16]

## Società

### Evoluzione demografica
Abitanti censiti

## Cultura

### Scuole
- Scuola dell'infanzia[18]
- Scuola primaria[18]

### Biblioteche
- Biblioteca municipale di Villa Poma[19]

### Feste e sagre
- Fiera di San Michele Arcangelo, patrono di Villa Poma
- Festa d'la Piaseta[20][21]

### Cucina
- Pastine alle mandorle del forno di Villa Poma[22]
- Salame mantovano gentile di Villa Poma[22]
- Tortello di zucca mantovano al burro e salvia con crostini di parmigiano reggiano[22]

## Infrastrutture e trasporti

### Strade
L'abitato di Villa Poma è attraversato dalla Strada statale 12 dell'Abetone e del Brennero dal km 229 al km 234, dalla Strada provinciale 36 Ghisione-Magnacavallo-Sermide e dalla Strada provinciale 70 Quistello-Schivenoglia-Villa Poma.

### Mobilità
Villa Poma è servita dai bus della linea 35 (Mantova-Poggio Rusco-Mirandola) gestita da APAM.

### Ferrovie
Il territorio di Villa Poma è attraversato dalla ferrovia Bologna-Verona e dalla ferrovia Suzzara-Ferrara, ma non sono previste fermate. La stazione di Poggio Rusco è la stazione di riferimento.

### Piste ciclabili
Villa Poma è inserita nel percorso ciclabile I Gonzaga e i palazzi del potere nell'Oltrepò (Itinerario numero 4) del Consorzio Oltrepò Mantovano. Un'altra pista ciclo-pedonale comunale collega la località Ghisione con il centro, per proseguire poi fino a Poggio Rusco.